# Rebecca James
Rebecca James (Abergavenny, 19 november 1991) is een Brits voormalig baanwielrenster.
James werd in 2009 Wereldkampioene op keirin bij de junior vrouwen. Een jaar later won ze, voor Wales op de Gemenebestspelen een zilveren medaille op de sprint en een bronzen medaille op de keirin. Tijdens de Wereldkampioenschappen baanwielrennen van 2013 in Minsk won ze de wereldtitel op zowel de sprint als de keirin. James heeft deelgenomen aan de Olympische Zomerspelen van 2016 in Rio de Janeiro, tijdens deze spelen behaalde ze een tweede plaats op de keirin en een tweede plaats op de sprint.

## Palmares
| Jaar     | BK                            | EK                                 | WK                                          | Overig                            |
| Junioren | Junioren                      | Junioren                           | Junioren                                    | Junioren                          |
| -------- | ----------------------------- | ---------------------------------- | ------------------------------------------- | --------------------------------- |
| 2009     |                               |                                    | keirin                                      |                                   |
| Belofte  |                               |                                    |                                             |                                   |
| 2010     |                               | sprint · teamsprint · 500m tijdrit |                                             |                                   |
| 2011     |                               | teamsprint · 500m tijdrit          |                                             |                                   |
| 2012     |                               | teamsprint · sprint · keirin       |                                             |                                   |
| 2013     |                               | teamsprint                         |                                             |                                   |
| Elite    |                               |                                    |                                             |                                   |
| 2009     | keirin, sprint · 500m tijdrit |                                    |                                             |                                   |
| 2010     | sprint, 500m tijdrit          |                                    |                                             | Gemenebestspel: sprint, keirin    |
| 2011     | keirin, sprint · 500m tijdrit |                                    |                                             |                                   |
| 2012     | sprint, keirin · 500m tijdrit |                                    |                                             | WB Cali: teamsprint               |
| 2013     |                               | teamsprint                         | sprint · keirin · 500m tijdrit · teamsprint |                                   |
| 2014     |                               |                                    | keirin, teamsprint                          |                                   |
| 2015     | sprint, keirin                |                                    |                                             |                                   |
| 2016     |                               |                                    | keirin                                      | olympische Spelen: keirin, sprint |